# Абасов, Исмет Дурсун оглы
 Исмет Дурсун оглы́ Аба́сов (азерб. İsmət Dursun oğlu Abasov) — азербайджанский государственный и политический деятель, заместитель премьер-министра Азербайджанской Республики (с 2013 года).

## Биография
Исмет Абасов родился в Ереване.
В 1971 году окончил среднюю школу № 9 имени М. Ф. Ахундова в Ереване. В 1976 году окончил Азербайджанский институт народного хозяйства по специальности товаровед.
В 1976—1980 годах работал старший инженером и начальником отдела главного управления снабжения, заготовок и реализации Государственного комитета виноградарства и виноделия.
В 1980—1989 годах — начальник планово-производственного отдела, заместитель директора по коммерческим вопросам Бакинского завода шампанских вин.
В 1989—1990 годах — заместитель директора по экономическим вопросам Бакинской бисквитной фабрики.
В 1990—1993 годах работал заместителем директора по экономическим вопросам Бакинского винзавода № 1.
В 1993—1997 годах — заместитель директора по производству, административным директором Бакинской табачной фабрики.
В 1997 году распоряжением Президента Азербайджанской Республики был назначен первым заместителем министра сельского хозяйства Азербайджанской Республики.
В 2004—2013 годах — министр сельского хозяйства Азербайджанской Республики.
Исмет Абасов в 1986 году получил учёную степень кандидата экономических наук.
В 1990 году был избран депутатом Бакинского городского совета.
С 1993 года член партии «Новый Азербайджан».
С 2005 года является членом политсовета партии «Новый Азербайджан».
C 2013 года является заместителем премьер-министра Азербайджанской Республики.
Президент Федерации настольного тенниса Азербайджана.
Семейное положение: женат, имеет двоих детей, трёх внуков.

## Награды
- Орден «Слава» (23 мая 2014 года) — за заслуги, проявленные в аграрной сфере в Азербайджанской Республике[2]
- Орден «За службу Отечеству» II степени (24 мая 2024 года) — за плодотворную деятельность в общественной жизни Азербайджанской Республики[3]